# Heterochondria similis
Heterochondria similis – gatunek widłonoga z rodziny Chondracanthidae. Opisali go w 1932 roku chińscy zoolodzy Shou-Chie Yü i Hsien-wen Wu.